# حواصیل ارغوانی

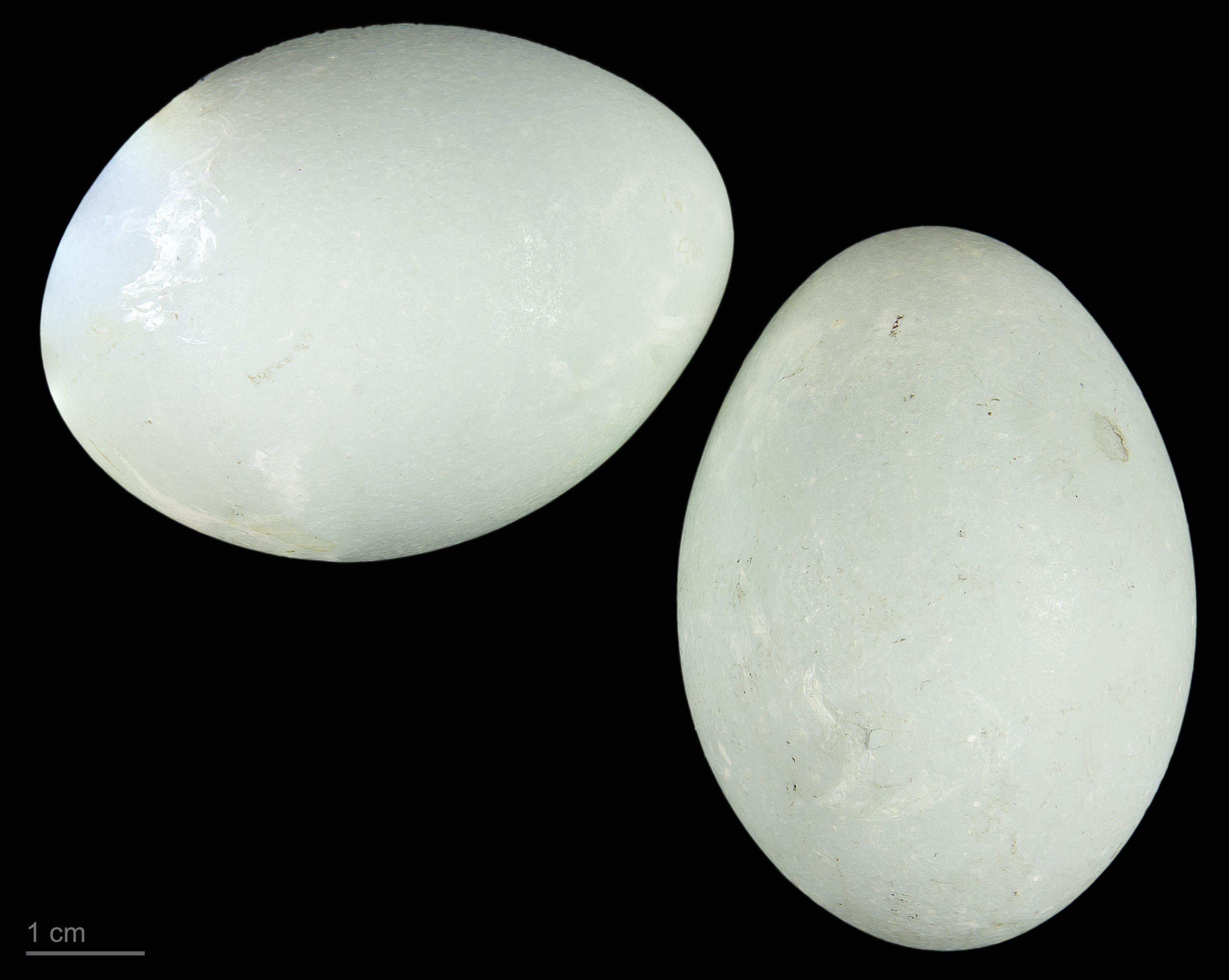
Ardea purpurea

حواصیل ارغوانی (نام علمی: Ardea purpurea) حواصیلی است که در سال ۱۷۶۶ توصیف علمی شد. این پرنده در گیلان با نام محلی «سیاه چوئین» و «کبوتر قار» نیز نامیده می‌شود.

## مشخصات ظاهری
حواصیل ارغوانی ۷۵ تا ۸۰ سانتی‌متر طول دارد. بال‌ها و اندازه بدنش کوچک‌تر و تیره‌تر از حواصیل خاکستری است. سر آن بزرگ و گردنش باریک و دراز است. این پرنده دارای شاهپرهای سیاه، پیش‌بال خاکستری، چانه و گونه سفید است و سینه‌اش به رنگ بلوطی است. پشت بدن حواصیل ارغوانی به رنگ خاکستری پررنگ با لکه بزرگ به رنگ بلوطی روشن است. دارای گردن دراز، باریک، قرمز بلوطی با خطوط طوطی سیاه در جلوی گردن، منقار زرد و پاهای سبزرنگ است. رگه‌های سیاهی از زیر چشمان تا پس گردن و از بالای گلو تا دو طرف گردن امتداد دارند. رنگ چانه و گونه سفید و سینه بلوطی‌رنگ است و رگه‌های عمودی سیاه در آن دیده می‌شود. این پرنده در فصل جوجه‌آوری عموماً دو پر سیاه دراز و رشته‌مانند از پس سرش آویزان است. پرنده نابالغ این گونه نیز قهوه‌ای با تارک تیره بوده و طرح‌های سیاه‌روی سر و گردن را ندارد.

## زیستگاه
این پرنده، در باتلاق‌ها، نیزارهای انبوه، سواحل و آبگیرهای پر گیاه به سر می‌برد و به ندرت روی درختان دیده می‌شوند. تابستان‌ها در ایران، بیشتر در مناطق جنوبی دیده می‌شوند. در بهار به صورت مهاجر عبوری در شمال شرق کشور گزارش شده‌اند.
حواصیل ارغوانی از گونه حمایت شده ایران بوده و شکار آن ممنوع است ولی این گونه در تالاب انزلی شکار می‌شود و به این خاطر در این منطقه رو به انقراض است.

## نگارخانه

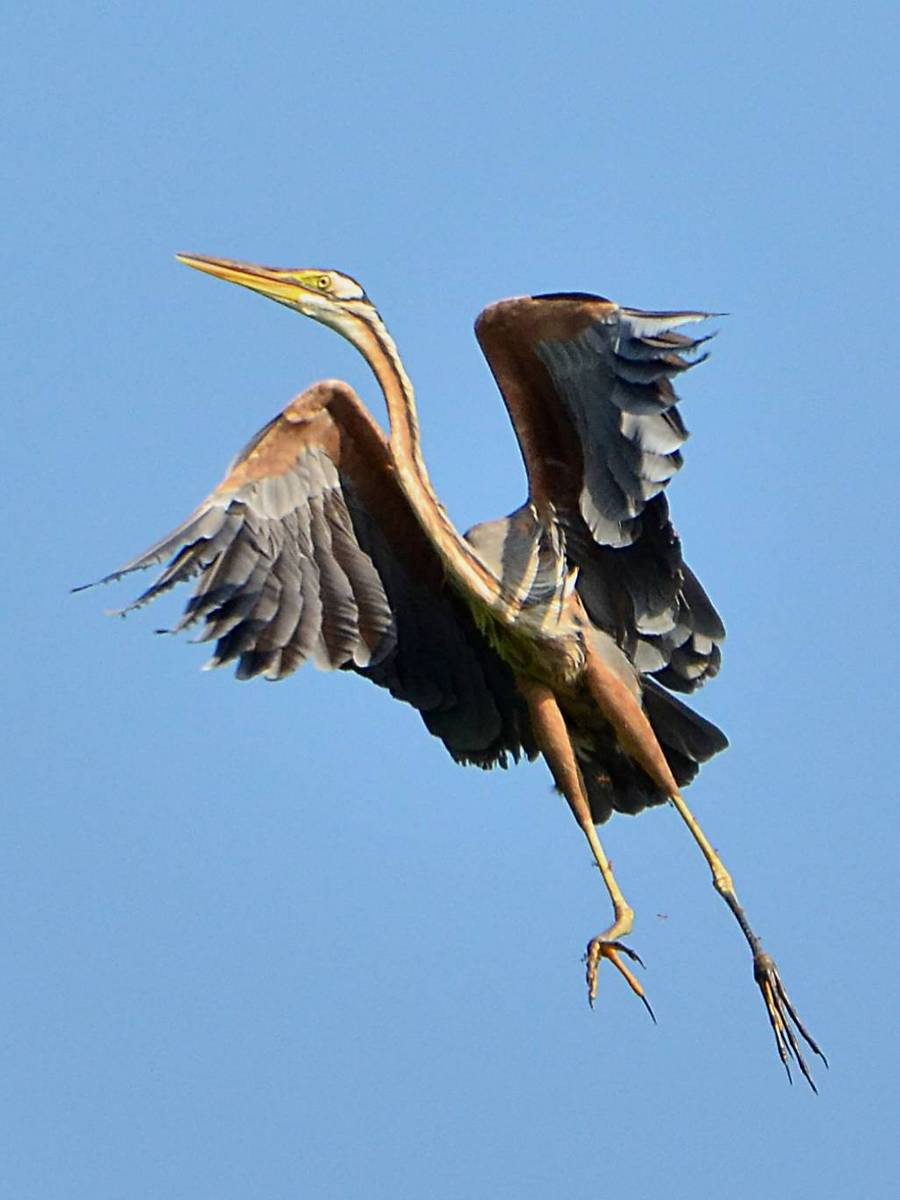
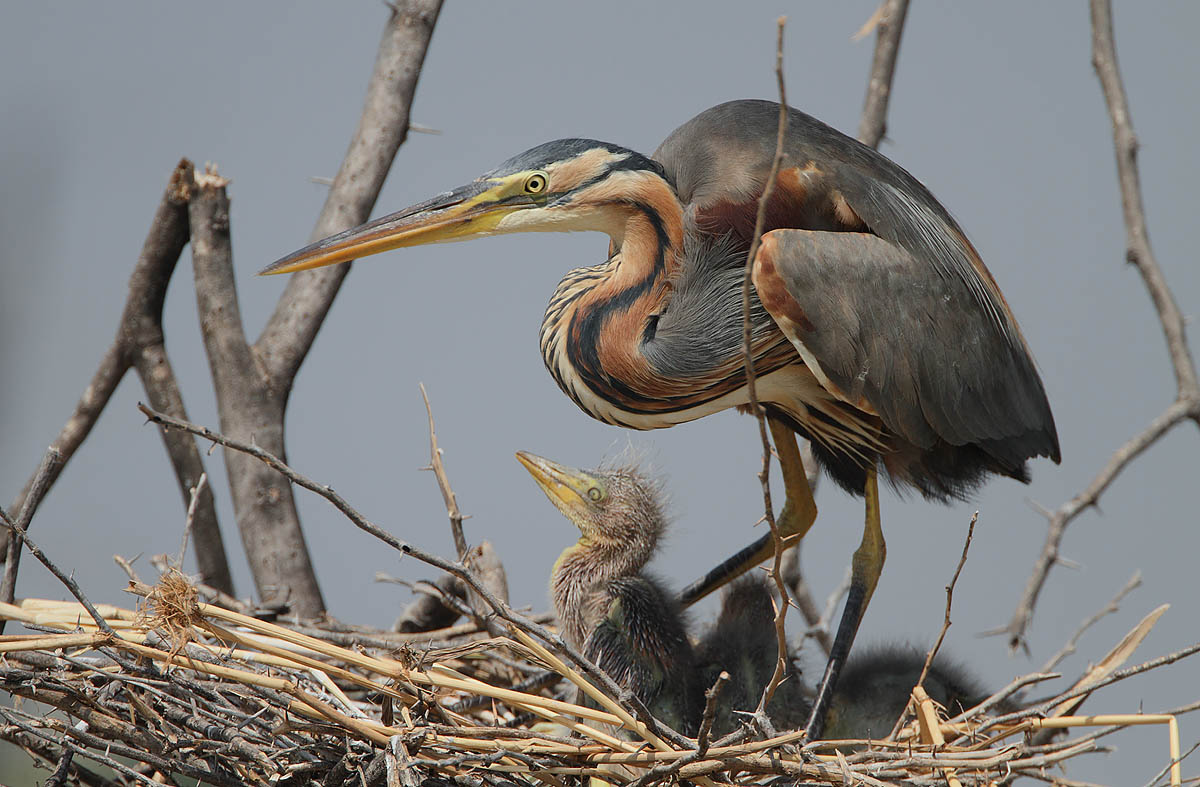
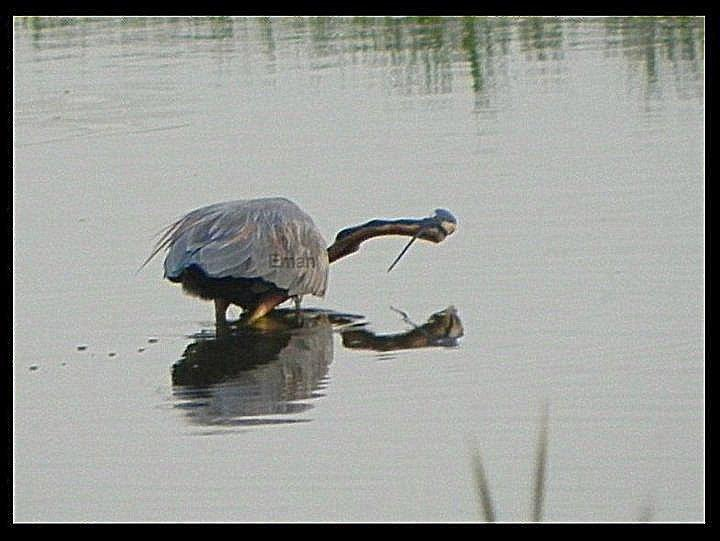
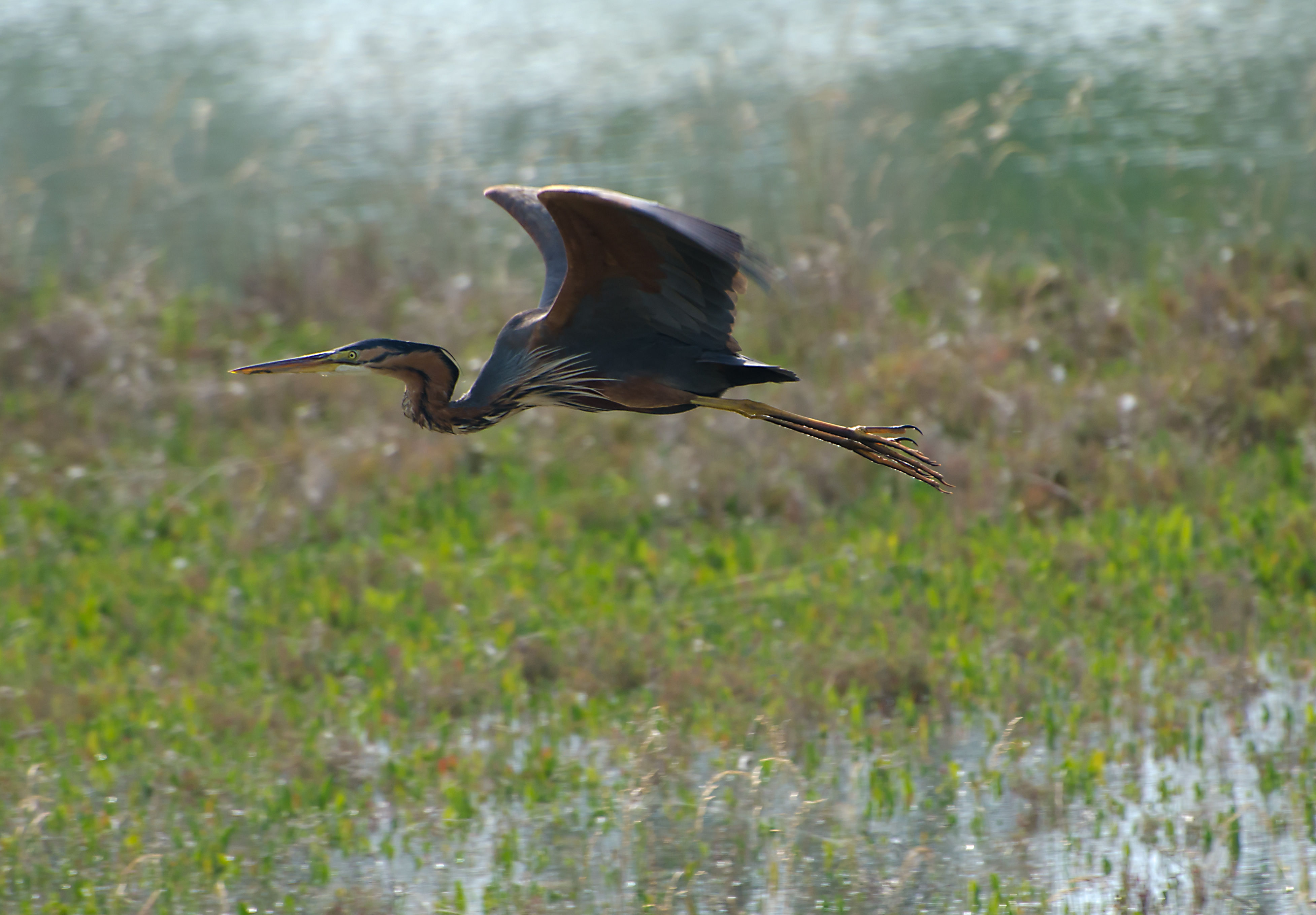
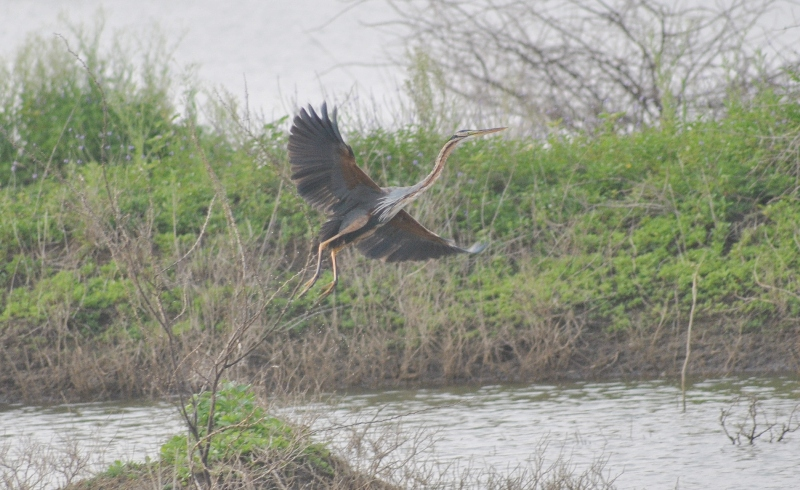
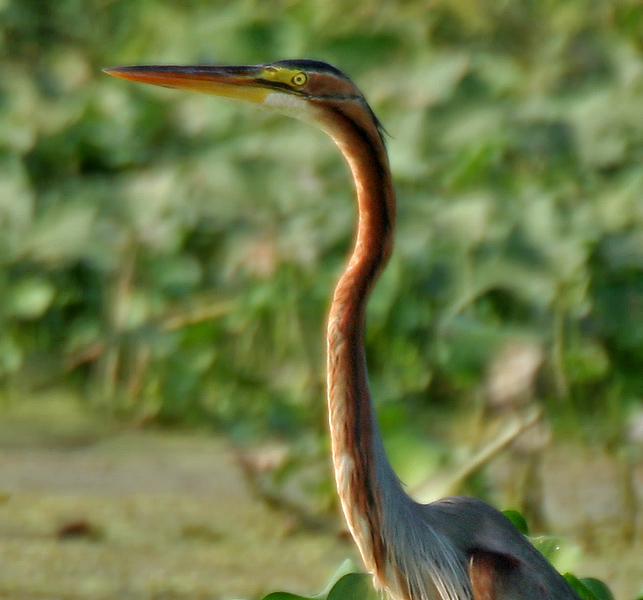